# Танські (герб)
Танські – український шляхетський герб, різновид герба Наленч.

## Опис герба
Описи з використанням принципів блазонування, запропонованих Альфредом Знамієровським:
У червоному полі срібна з опущеними кінцями покладена в коло пов'язка, що пов'язана внизу, над якою золота зірка. Клейнод: три пера страуса, що пронизані стрілою вістрям вправо.

## Найбільш ранні згадки
Герб родини на Україні, прабатьком якого був Антон Танський, отаман білоцерківський (1711) і київський (1712).

## Роди
Герб використовував один рід - Танських.